# 稻葉正成
稻葉正成（日语：／ Inaba Masanari，1571年—1628年10月14日），日本戰國時代的武將、江戶時代大名。父親為林政秀，他也是春日局的前夫。
他年輕時仕奉豐臣秀吉，並且奉秀吉之命做小早川秀秋的家臣，輔佐秀秋。在1600年的關原之戰時，與平岡賴勝一起密通德川家康，成功唆使秀秋投向東軍。1602年時因秀秋病死，小早川家絕後，於是成為浪人。
在婚姻方面，他被美濃國的稻葉重通招為女婿，娶了重通的女兒阿萬（阿萬是正成之兄政行的遺孀），改姓稻葉。但是阿萬不久過世，於是他之後再娶的對象是重通的養女阿福（即齋藤利三之女，後來的春日局），但因故與阿福離婚（盛傳是因為性情剛烈的阿福手刃了正成的情婦）。正成再來又娶了永見氏之女為妻。
或許是因為阿福在德川家擔任德川家光乳母的關係，正成後來被家康召為德川家的家臣，並給予美濃國領內一萬石的俸祿，躋身大名的行列。在大坂之戰時，正成屬於松平忠直軍。他的子孫後來做山城國淀藩的藩主，一直沿續到明治維新時。